# Lista över svenska skonerter
Detta är en lista över svenska skonerter.

## Operativa
- HMS Gladan (1946) - (S01)
- HMS Falken (1947) - (S02)

## Utrangerade
- Celeritas i tjänst 1809
- Kusen (1785), slopad 1817
- Svalan (1785), slopad 1817
- Fortuna 4 kanoner, förolyckad 1810
- "Avisskonert" Jehu (1790)
- "Avisskonert" Fröja (1790)
- Amphion (1778)
- L'Aigle (1800) (5 nickor)
- Frigga (1808) 2 nickor
- Hilda (1808) 2 nickor
- Experiment (1822), 10 kanoner
- Snappopp (1824), 6 kanoner
- Styrbjörn (1832) 2 nickor
- L'Aigle (1832) 2 kanoner och 6 carronader
- Falk (1832), 10 kanoner
- Aktif byggd 1837-47, slopad 1866 8 kanoner

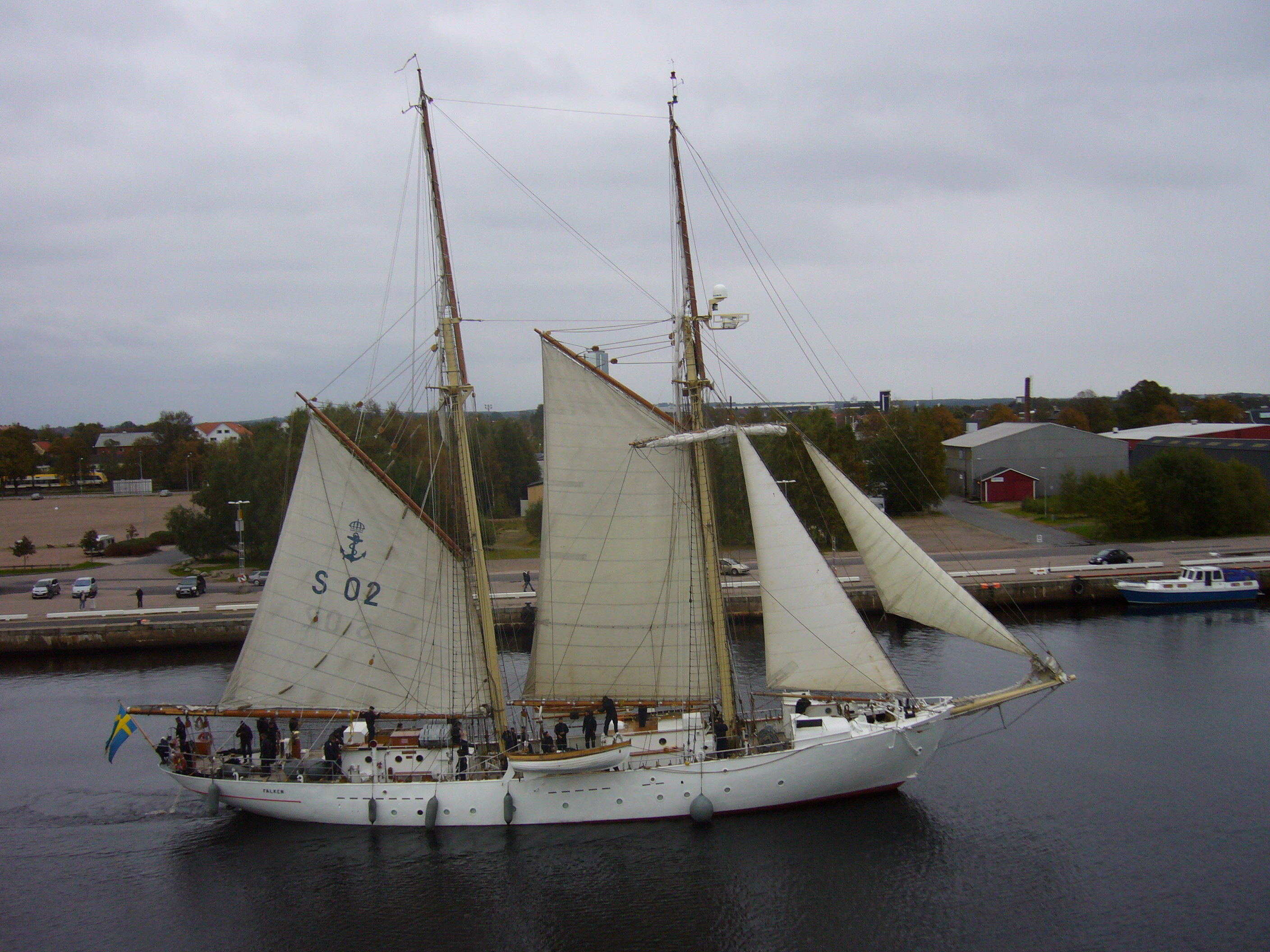
under segel ut ur Halmstads hamn.

- Af Puke, (1840) 4 nickor
- Aktif (1847), 8 kanoner
- Amiral af Puke (1863), 8 kanoner